# Bewholme
 (septembre 2023).
Bewholme est une paroisse civile et un village du Yorkshire de l'Est, en Angleterre.